# Кастер (тауншип, Миннесота)
Кастер (англ. Custer) — тауншип в округе Лайон, Миннесота, США. На 2000 год его население составило 220 человек.

## География
По данным Бюро переписи населения США площадь тауншипа составляет 93,0 км², из которых 91,8 км² занимает суша, а 1,1 км² — вода (1,23 %).

## Демография
По данным переписи населения 2000 года здесь находились 220 человек, 88 домохозяйств и 68 семей.  Плотность населения —  2,4 чел./км².  На территории тауншипа расположено 92 постройки со средней плотностью 1,0 построек на один квадратный километр. Расовый состав населения: 99,09 % белых, 0,45 % коренных американцев и 0,45 % азиатов. Испанцы или латиноамериканцы любой расы составляли 0,45 % от популяции тауншипа.
Из 88 домохозяйств в 29,5 % воспитывались дети до 18 лет, в 75,0 % проживали супружеские пары, в 1,1 % проживали незамужние женщины и в 22,7 % домохозяйств проживали несемейные люди. 18,2 % домохозяйств состояли из одного человека, при том 6,8 % из — одиноких пожилых людей старше 65 лет. Средний размер домохозяйства — 2,50, а семьи — 2,78 человека.
22,3 % населения — младше 18 лет, 5,0 % — в возрасте от 18 до 24 лет, 27,7 % — от 25 до 44, 30,9 % — от 45 до 64, и 14,1 % — старше 65 лет. Средний возраст — 43 года. На каждые 100 женщин приходилось 103,7 мужчин.  На каждые 100 женщин старше 18 приходилось 108,5 мужчин.
Средний годовой доход домохозяйства составлял 41 250 долларов, а средний годовой доход семьи —  48 750 долларов. Средний доход мужчин —  25 781  доллар, в то время как у женщин — 25 833. Доход на душу населения составил 19 334 доллара. За чертой бедности находились 9,7 % семей и 11,1 % всего населения тауншипа, из которых 11,1 % младше 18 и 15,4 % старше 65 лет.